# Trachusa mitchelli
Trachusa mitchelli är en biart som först beskrevs av Michener 1948.  Trachusa mitchelli ingår i släktet hartsbin, och familjen buksamlarbin. Inga underarter finns listade i Catalogue of Life.